# 支提山
支提山位于福建宁德市蕉城区霍童镇，宁德市区西北约50公里，南距福州市127公里，为天冠菩萨道场，是福建省级风景名胜区。

## 名稱由來
「支提」为梵文「聚集福德」之意，《华严经》载有「支提山，從昔已來，諸菩薩眾於中止住；現有菩薩，名曰：天冠，與其眷屬、諸菩薩眾一千人俱，常在其中而演說法。」之言，故云游僧侣多上山去朝拜。唐天宝六年(747年)，册封天下名山时，将霍童山列为三十六洞天之一。明《闽都记》有：“闽境之山，西则武夷，东则霍童”之记载。

## 名胜
处于支提山西的支提寺，是整个霍童山的中心，也是支提山观赏胜景的中心。宋开宝四年 (971年) 为吴越王钱俶所建。寺内存有明永乐、万历御赐“千圣天冠”铁佛、“鎏金大毗卢”铜佛，五爪金龙紫衣以及“北藏经”等稀世之宝。明代以来，被誉为“仙巢佛窟”，闻名海内外，1983年4月经国务院批准列入汉族地区佛教全国重点寺院。主要景点有支提胜场、瀛洲击水、霍童洞天和那罗延窟。